# Svaton Peaks
Die Savton Peaks sind eine Gruppe schroffer Berggipfel in der antarktischen Ross Dependency. Sie ragen am nördlichen Ende der Queen Elizabeth Range im Transantarktischen Gebirge zwischen den Mündungen des Heilman- und des Otago-Gletschers in den Nimrod-Gletscher auf.
Der United States Geological Survey kartierte sie anhand eigener Tellurometervermessungen und mit Hilfe von Luftaufnahmen der United States Navy aus den Jahren zwischen 1960 und 1962. Das Advisory Committee on Antarctic Names benannte sie 1966 nach Ernest M. Svaton (* 1930), Ionosphärenphysiker auf der McMurdo-Station in den antarktischen Wintern der Jahre 1963 und 1964.